# Aranylangur
Az aranylangur (Trachypithecus geei) a cerkóffélék (Cercopithecidae) családján belül a karcsúmajomformák (Colobinae) alcsaládjába tartozó Trachypithecus nem egyik faja.

## Előfordulása
Az Indiához tartozó Asszám állam trópusi esőerdeiben és erdeiben, szavannáin honos.

## Megjelenése
|  |

A faj névadó jellegzetessége az arany szőrzete. Hossza 120–175 cm, ebből a farok 70–100 cm. Testtömege 8100 g.

## Életmódja
A közönséges hulmánnál jobban fél az embertől. Nappal aktív, 8 egyedből álló csapatokban él. Tápláléka levelek, gyümölcsök és virágok.

## Szaporodása
A párzási időszak egész évben tart. A nőstény egy kölyköt hoz világra.

## Természetvédelmi állapota
A világ egyik legfenyegetettebb főemlőse. Az IUCN vörös listáján a veszélyeztetett kategóriában szerepel.